# Венеціанов Олексій Гаврилович
Олексі́й Гаври́лович Венеціа́нов  (нар. 7 (18) лютого 1780 — 4 (16) грудня 1847) — російський художник грецького походження, один з основоположників побутового жанру в російському живописі, академік Петербурзької академії мистецтв (з 1811).

## Біографія
Народився у Москві. Походив із родини грецького купця з Ніжина Гаврили Венеціанова. Живопису навчався самостійно, а потім у В. Л. Боровиковського.
Заснував першу в Росії приватну малювальну школу, в якій навчав обдаровану молодь з народу, допомагав талановитим кріпакам дістати волю.
Був членом Товариства заохочування мистецтв.
Тараса Шевченка познайомив 1837 року з Венеціановим Іван Сошенко.
Венеціанов високо оцінив мистецький талант Тараса Шевченка, познайомив його з передовими діячами російської культури і особисто клопотався про звільнення поета з кріпацтва. Шевченко змалював образ Венеціанова у повісті «Художник».

## Галерея

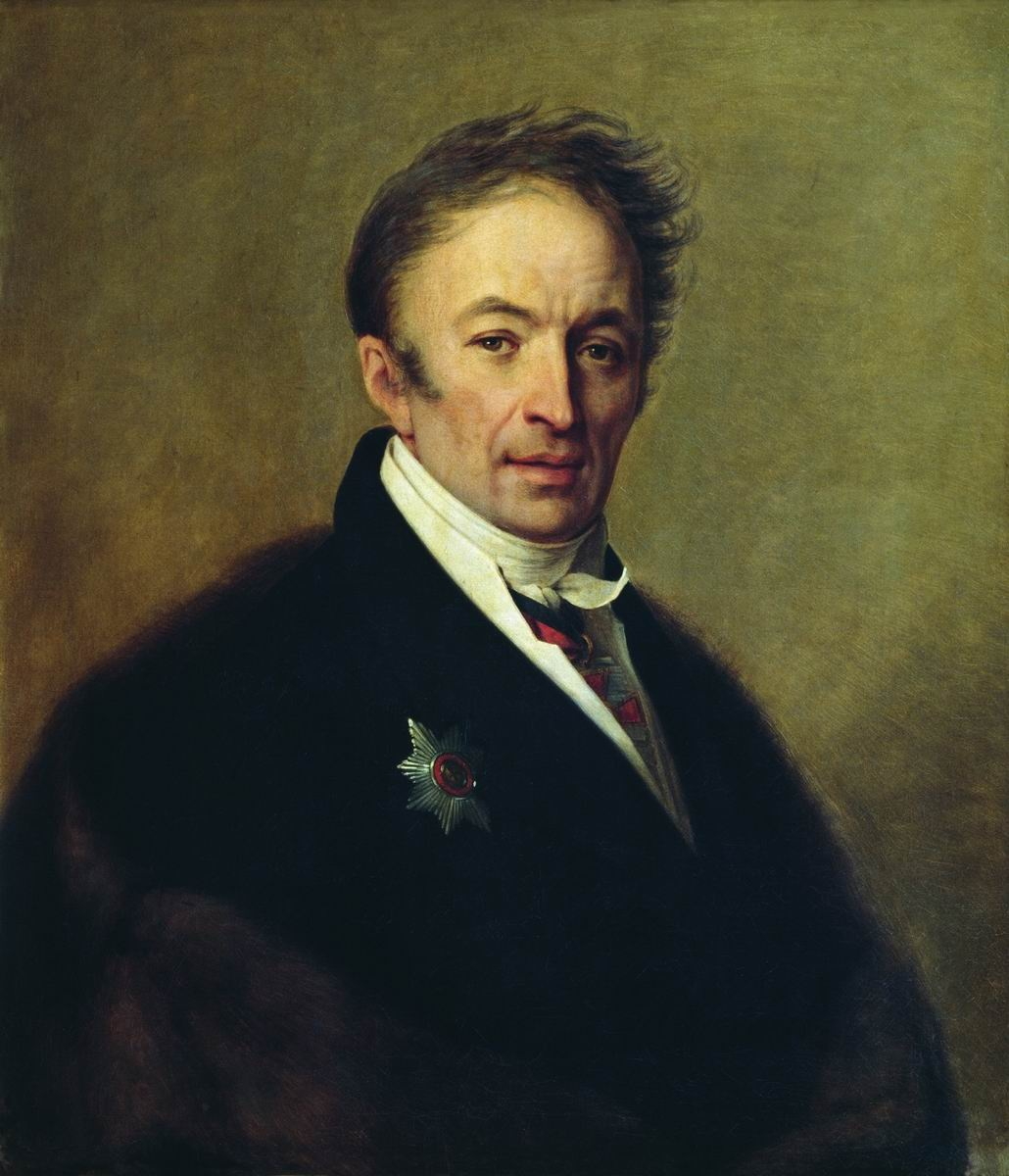
Портрет М. М. Карамзіна, 1828
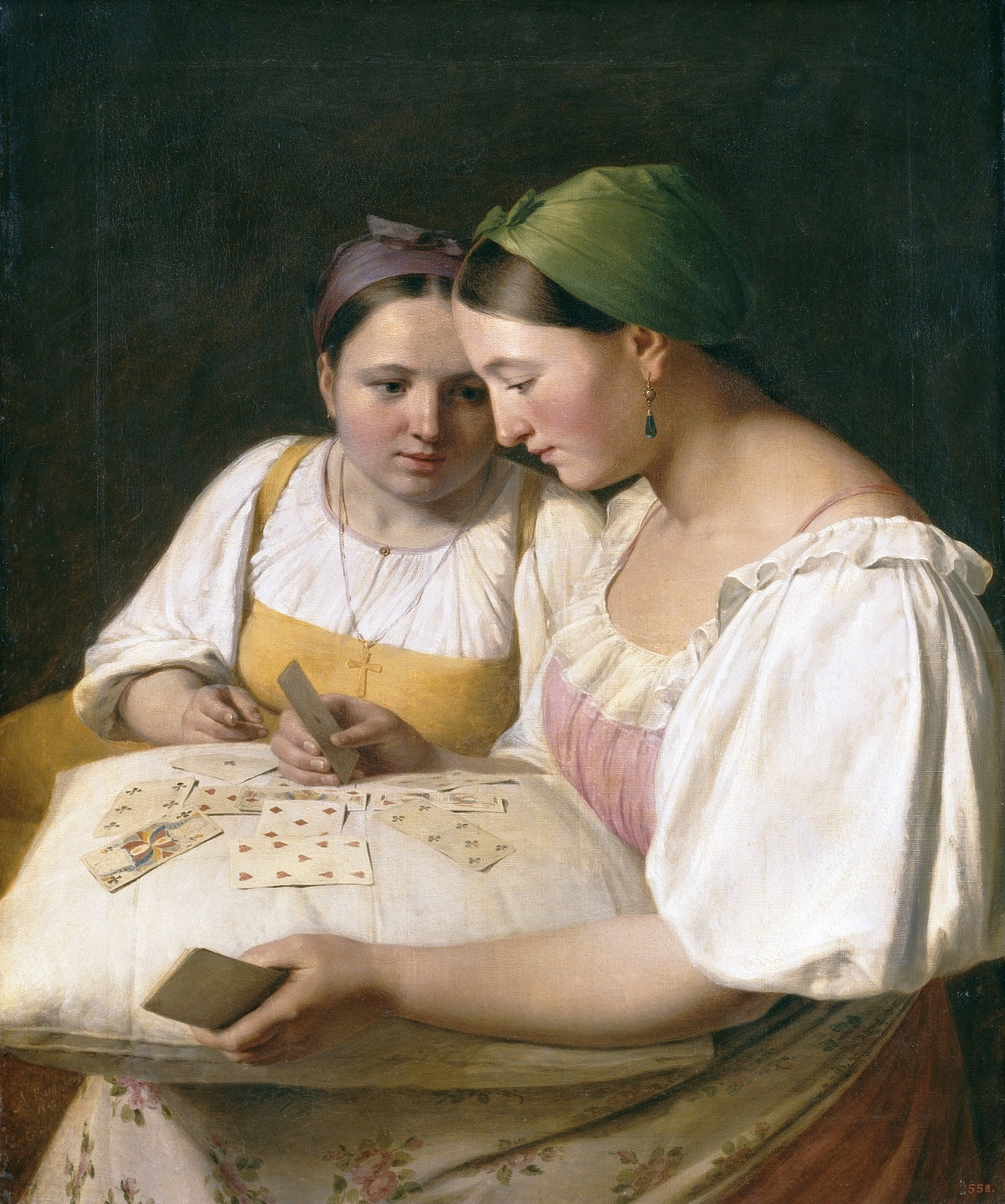
Ворожіння, 1842 Державна Державний Російський музей
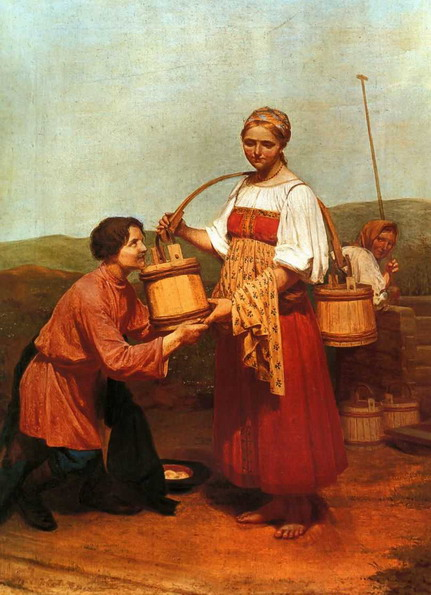
Зустріч біля криниці, 1843. Національний музей мистецтв Азербайджану, Баку
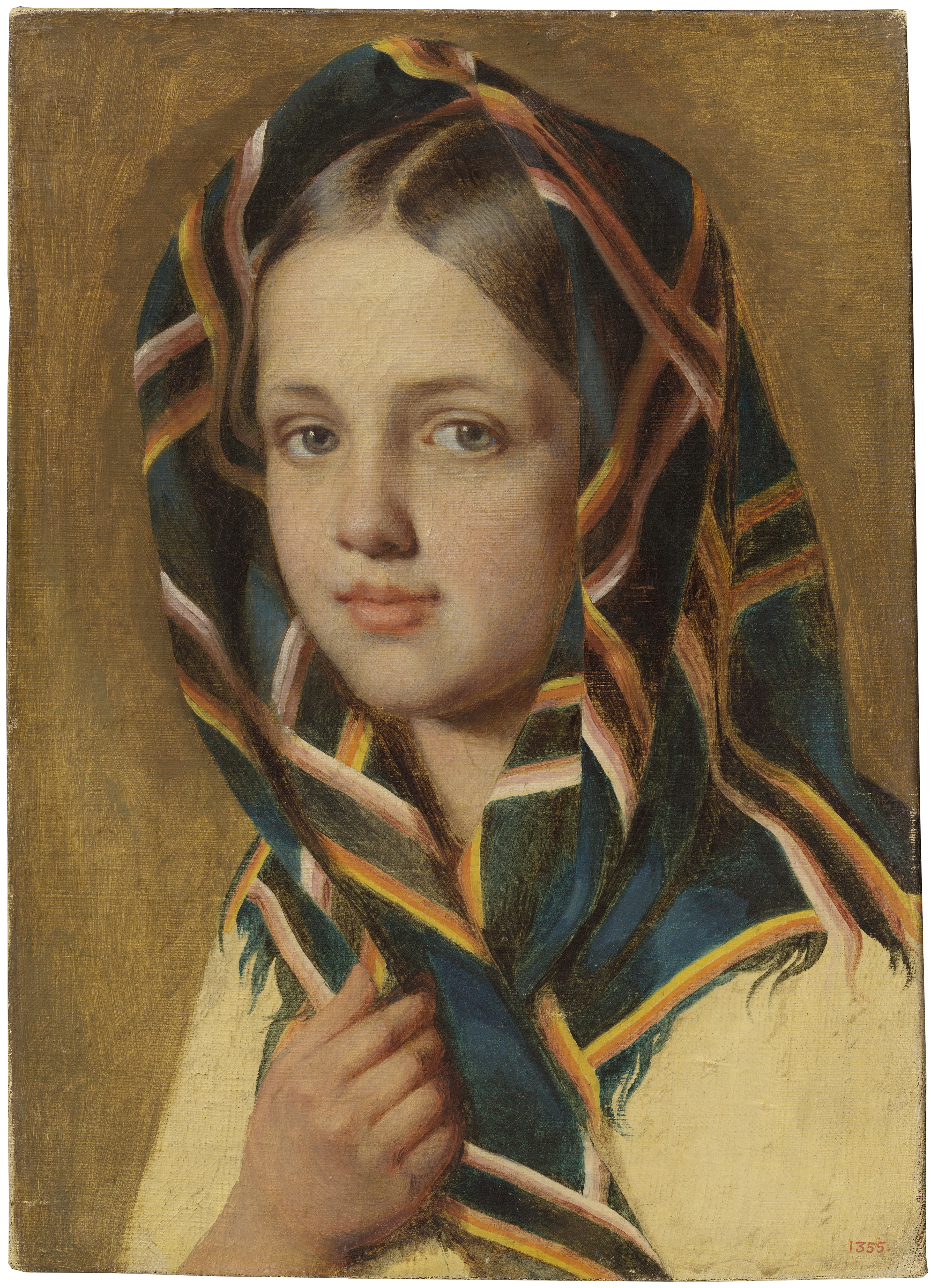
Дівчина в хустці, кінець 1820-х